# Cayo César
Cayo o Gayo César  (20 a. C.-Limira, Licia, 21 de febrero de 4 d. C.) fue un político y militar de la Antigua Roma miembro de la dinastía Julio-Claudia por nacimiento y adopción. Como miembro de la familia imperial —era nieto e hijo adoptivo de Augusto—, recibió durante su vida diversos honores y privilegios entre los que estuvo desempeñar el consulado antes de la edad legal. Augusto le encargó la resolución del conflicto armenio provocado por el rey parto Fraataces. Llegó a un acuerdo con este, pero la posterior muerte del rey armenio reavivó el conflicto durante el cual Cayo sufrió una herida que no curó bien y a consecuencia de la cual murió poco después. En ocasiones se le asigna el nomen Julio.

## Biografía

### Primeros años
Cayo César nació en el año 20 a. C., hijo primogénito del matrimonio formado por Marco Agripa y Julia la Mayor. Fue adoptado junto a su hermano recién nacido, Lucio César, en el año 17 a. C. por su abuelo Augusto con evidentes intenciones de convertirlos en sus herederos. A la edad de siete años participó en unos juegos troyanos, una competición ecuestre para los jóvenes de familias aristocráticas. Poco después, durante una representación teatral, fue aclamado por el público. Tiberio, que presidía la obra, lo premió permitiendo que se sentara junto a su abuelo Augusto en vez de en el sitio que tenía asignado. Su padre biológico murió en el año 12 a. C.
Augusto se lo llevó consigo cuando partió a la Galia para supervisar la campaña germana de Tiberio  y que el joven adquiriera experiencia militar. En el año 7 a. C. presidió las celebraciones por el retorno de Augusto y, al igual que su hermano, apareció vestido de negro en los juegos funerarios en honor de su padre que tuvieron lugar ese mismo año. Al año siguiente, Augusto se presentó al consulado para presidir la mayoría de edad de Cayo. Inesperadamente, el pueblo también eligió cónsul al joven. Augusto vetó la elección, pero accedió a que fuera designado cónsul para el año 1 a. C. Después, le concedió un sacerdocio, le permitió asistir a las sesiones del Senado y sentarse en los asientos reservados a los senadores en los espectáculos y banquetes públicos. A estos honores, añadió el título de princeps iuventutis  que Cayo recibió durante el duodécimo consulado de su abuelo —en el año 5 a. C.—. En el año 2 a. C. presidió los juegos que inauguraban el templo de Mars Ultor (Marte Vengador) y el nuevo foro de Augusto; además participó en unos juegos troyanos junto a sus hermanos.

### El conflicto armenio

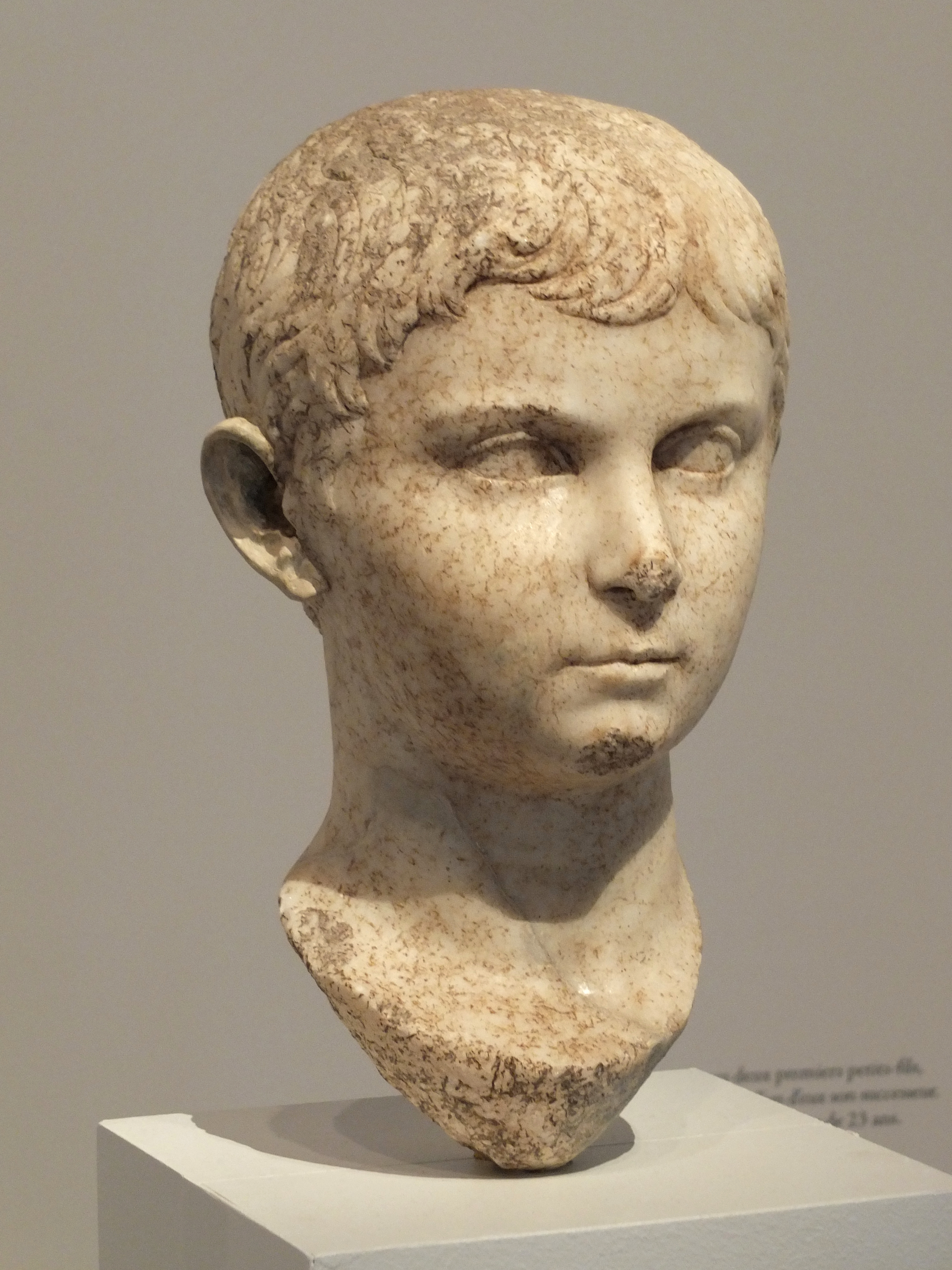
Busto de Cayo César en mármol de Paros. Colección de la Fondazione Sorgente Group.

A la muerte del rey parto Fraates IV, su sucesor, Fraataces, decidió intervenir en los asuntos de la vecina Armenia, por entonces un reino neutral. Augusto envió a Cayo para que se ocupara de la intromisión investido de imperium y acompañado de asesores, entre los que se encontraba Marco Lolio en calidad de comes et rector. Cayo estableció su campamento en la isla de Samos. Tiberio, que estaba exiliado en Rodas, lo visitó en Quíos, pero fue recibido con frialdad  y estalló una rivalidad entre ambos. Durante su estancia en el este, visitó Siria y Arabia  —debió encabezar una expedición contra los árabes nabateos—; se comportó, en parte como un general, en parte como un turista; y asumió su consulado in absentia el año 1 d. C.
Como resultado de una negociación epistolar entre romanos y partos, en el año 2 d. C. celebró una reunión con Fraataces en una isla del Éufrates por la que los partos reconocían Armenia como parte de la esfera de influencia de Roma y los romanos aceptaban el Éufrates como límite entre ambos imperios. En el transcurso de la reunión, Fraataces reveló a Cayo que Lolio había estado aceptando sobornos partos. Cayo retiró su amicitia a Lolio y este se suicidó. Tiempo después, durante una cena, un adulador de Nemausus le prometió que con su permiso traería la cabeza de Tiberio, pero Cayo declinó la oferta.
La muerte del rey de Armenia provocó que una facción opuesta a los romanos se sublevara y Cayo tuvo que hacer frente a auténticos combates. Durante el asedio a la ciudad de Artagira, se acercó a parlamentar con el gobernador, Addon. Mientras leía sus peticiones, fue atacado y herido, pero, aunque logró sobrevivir, la herida no sanó bien. Cayo anunció su deseo de abandonar la vida pública, quizá al haber perdido confianza en sí mismo y no sentirse capaz de cumplir la tarea que le habían encomendado, y establecerse en Siria. Augusto lo anunció en el Senado, pero pidió a su hijo que regresase a Roma. Cayo dimitió de todas sus obligaciones y emprendió el viaje de retorno a Roma.
Murió el 21 de febrero del año 4 d. C. en Limira, Licia, como consecuencia de las heridas mal curadas. Tenía 23 años. Su cuerpo fue escoltado hasta Roma por tribunos militares y los hombres principales de cada ciudad por las que pasaba el cortejo fúnebre. Se rumoreó entonces que Livia estaba detrás del suceso, pero Barrett rechaza tal acusación alegando las dificultades que implicaría organizar un envenenamiento a distancia. Fue enterrado en el Mausoleo de Augusto. Estuvo prometido con Livila, hija de Druso el Mayor y Antonia la Menor.

## Educación y honores
Fue educado por su abuelo y padre adoptivo —que lo llamaba cariñosamente «burrito»— como si fuese su tutor, quizá con un exceso de protección. Cuando acompañaba a Augusto en sus viajes, cabalgaba delante o a su lado. Estar rodeado de lujo y en una posición privilegiada parece ser que lo había convertido en un joven arrogante e insufrible y no se portaba como correspondía a un miembro de la casa imperial. Muchos en la ciudad de Roma, con sinceridad o para ganarse su favor, acudían a él para halagarlo o conseguir méritos políticos.
Por otra parte, Cayo y su hermano Lucio fueron muy queridos por el pueblo: un centurión de Acerras erigió un altar en su honor con una inscripción en verso; la ciudad de Sardes les rindió honores. Tras su muerte, la colonia de Pisa levantó un monumento descomunal para honrarlos. Años después, Augusto en su testamento consideró su pérdida y la de su hermano un destino atroz.

### Obras clásicas
- Casio Dion (2011). Historia de Roma. Libros L-LX (Juan Manuel Cortés Copete, trad.). Editorial Gredos. ISBN 9788424920968.
- Suetonio (1998). Vidas de los Césares (Vicente Picón, trad.). Ediciones Cátedra. ISBN 9788437616360.
- Tácito (2007). Anales (Beatriz Antón Martínez, trad.). Akal. ISBN 9788446025368.

### Obras modernas
- Barrett, Anthony A. (2004). Livia. Primera dama de la Roma imperial (Inés Belaustegui Trías, trad.). Editorial Espasa Calpe. ISBN 8467014369.
- Everitt, Anthony (2008). Augusto. El primer emperador (Alexander Lobo, trad.). Editorial Ariel. ISBN 9788434452473.
- Platner, Samuel Ball (1929). A Topographical Dictionary of Ancient Rome (en inglés). Oxford University Press.
- Roldán, José Manuel (1995). «El ordenamiento constitucional del principado».  En José Manuel Roldán; José María Blázquez; Arcadio del Castillo, eds. El Imperio romano. Ediciones Cátedra. ISBN 8437608449.
- Southern, Pat (2013). Augusto (José Luis Gil Aristu, trad.). Editorial Gredos. ISBN 9788424936723.
- Syme, Ronald (2010). La revolución romana (Antonio Blanco Freijeiro, trad.). Crítica. ISBN 9788498921441.